# Панасьев, Николай Лаврентьевич
Николая Лаврентьевич Панасьев (9 мая 1918 — 18 июля 1980) — украинский актёр, Народный артист УССР (1971).

## Биография
Родился 9 мая 1918 года в Киеве.
В 1941 году окончил драматическую студию при Театре имени Ивана Франко, где потом и работал.
В 1971 году получил звание Народного артиста УССР.
Умер 18 июля 1980 года в Киеве.

## Избранная фильмография
- 1952 — «В степях Украины» (Пуп)
- 1955 — «Приключения с пиджаком Тарапуньки»
- 1956 — «В один прекрасный день» (Будякин)
- 1957 — «Правда» (начальник станции)
- 1957 — «Конец Червы-Козыря» (Горох)
- 1957 — «Штепсель женит Тарапуньку» (вахтёр)
- 1958 — «Сто тысяч» (Клим)
- 1959 — «Если любишью…»
- 1959 — «Годы молодые»
- 1957 — «Отряд Трубачёва сражается» (Петро)
- 1962 — «Королева бензоколонки» (Валерий Грач, напарник Кошевого)
- 1963 — «Рыбки захотелось…»
- 1964 — «Фараоны»
- 1966 — «Бурьян» (Яков)
- 1967 — «Вий» (утешитель)
- 1969 — «Варькина земля» (Дегтярь)
- 1972 — «Рим, 17...» (Максим Диодоров)
- 1978 — «Дипломаты поневоле» (Косач)

Работал на озвучивании мультфильмов «Заяц и еж» (1963), «Несмышлёный воробей» (1970).